# Sabujo-austríaco-preto-e-castanho
O sabujo-austríaco-preto-e-castanho [Nota] (em alemão:  brandlbracke) é uma raça de cães relativamente antiga, cuja suposta origem leva à Europa Central, onde viviam os celtas. Apesar de não existem provas concretas de sua origem até meados do século XX, pois até então a criação não era regulamentada, supõe-se que descendam dos sabujos celtas, levados para todo o continente. Entre seus maiores atributos estão o fato de ser o predecessor de todos os cães guia e rastreadores, o olfato apurado, a grande autoconfiança e a vontade para o rastreamento.